# Кахама
Кагама — місто у північно-західній частині Танзанії. Місто є адміністративним центром міського округу Кагама.

## Географія
Кагама знаходиться в районі Кагама регіону Шиньянґа, приблизно за 109 км, по дорозі, на південний захід від міста Шиньянга, де розташовані регіональні центри управління. Місто знаходиться приблизно за 536 км на північний захід від Додоми, столиці Танзанії.

## Населення
Станом на січень 2006 року населення Кагами оцінювалося в 36 000 осіб.

## Цікаві місця
У місті або поблизу від нього знаходяться наступні об'єкти:
- Штаб-квартира адміністрації району Кагама
- Офіси міської ради Кагама
- Центральний ринок Кагама
- Золота шахта Бузвагі
- Kahama Mining Corporation Limited — підземна золота шахта, керована канадською гірничою компанією Barrick Gold
- Генеральна лікарня Кагама
- Літаки Кагама
- Dodoma- Bukoba шосе
- Заповідник Північної Кахами — близько 40 кілометрів (25 миль), по дорозі, на північ від Кахами.

| Танзанія | Це незавершена стаття з географії Танзанії. Ви можете допомогти проєкту, виправивши або дописавши її. |